# 中国四国教育学会
中国四国教育学会（ちゅうごくしこくきょういくがっかい、英語: The Chugoku-Shikoku Society For The Study Of Education (CSSSE)）は、日本の学術研究団体の一つ。

## 概要
1949年4月1日設立。学術研究団体としての種別は単独学会。
心理学・教育学を学術研究領域とし、教育学の発展普及を期し、会員相互の研究上の連絡を図ることを目的としている。

## 沿革
- 1949年 - 日本教育学会中国四国支部会設立。
- 1959年 - 中国四国教育学会に改称。

## 刊行物

### 教育学研究ジャーナル
- 誌名（和文）：教育学研究ジャーナル
- 誌名（欧文）：The Journal of Educational Research
- 創刊年：2005
- 資料種別：ジャーナル（査読付き論文を含む）
- 使用言語：日英混在
- 発行形態：印刷体、eジャーナル
- 著作権帰属先：学会
- クリエイティブコモンズ：-
- 購読：有料

### 教育学研究紀要
- 誌名（和文）：教育学研究紀要
- 誌名（欧文）：Annals of Educational Research
- 創刊年：1956
- 資料種別：研究報告・技術報告
- 使用言語：日英混在
- 発行形態：その他電子体
- 著作権帰属先：学会
- クリエイティブコモンズ：-
- 購読：有料